# Seznam potokov na Slovaškem
To je seznam potokov na Slovaškem s tem imenom.
- Ančin potok
- Babkovský potok
- Bábský potok
- Bad`anský potok
- Bahanský potok
- Balážov potok
- Banský potok
- Batkovský potok
- Belajovský potok
- Beňovský potok
- Bešiansky potok
- Biely potok
- Blatný potok
- Bláznivý potok
- Blažičkov potok
- Bobotský potok
- Bolešovský potok
- Boncovský potok
- Bradlianský potok
- Brancovský potok
- Braniský potok
- Branný potok
- Brestový potok
- Brezinský potok
- Bukovinský potok
- Bukovský potok
- Velký Burkovský potok
- Malý Burkovský potok
- Bystrický potok
- Bystrý potok
- Bzinský potok
- Bzovský potok
- Cerovský potok
- Chlebnický potok
- Chotárny potok
- Chrámecký potok
- Cintorinsky potok
- Čakanovský potok
- Čanecký potok
- Čebovský potok
- Čegovský potok
- Čeľadický potok
- Črchtový potok
- Čelovský potok
- Čemerský potok
- Čereniansky potok
- Čerenov potok
- Čerešňový potok
- Čermeľský potôčik
- Čierny potok
- Črchl`ový potok
- Dectársky potok
- Dedinský potok
- Dekýšsky potok
- Devičianský potok
- Devínsky potok
- Dlžinsky potok
- Dračí potok
- Drahošanský potok
- Drieňovský potok
- Drniansky potok
- Drozdov potok
- Dubovský potok
- Dúbravský potok
- Duskov potok
- Ďurčekovský potok
- Fačkovský potok
- Fojtov potok
- Gamrotov potok
- Gavlasov potok
- Glabušovský potok
- Gundášov potok
- Hincov potok
- Hlbocký potok
- Hlboký potok
- Hluchý potok
- Hostiansky potok
- Hosťovský potok
- Hradocký potok
- Hradský potok
- Hrdínsky potok
- Hričovský potok
- Hromadikov potok
- Jabloňovský potok
- Jalšovský potok
- Jasenický potok
- Jastrabský potok
- Jeleškov potok
- Jelšový potok
- Kačací potok
- Kalný potok
- Kamenický potok
- Kamenný potok
- Kaprinský potok
- Kátlinský potok
- Klastavský potok
- Kláštorský potok
- Klinkov˝y potok
- Klížsky potok
- Kocúrov potok
- Kočkovský potok
- Kohársky potok
- Kolárovický potok
- Kolársky potok
- Kolčaniansky potok
- Komenistý potok
- Koniarsky potok
- Korytárský potok
- Kosihovský potok
- Kosorinsky potok
- Kostolniansky potok
- Košariský potok
- Kotešovský potok
- Kotelný potok
- Kováčov potok
- Kozárovský potok
- Kozí potok
- Král´ov potok
- Krištofov potok
- Krivánsky potok
- Kršl´ový potok
- Kršteniansky potok
- Krupský potok
- Kuchriskov potok
- Kudlov potok
- Kvapl`ový potok
- Kvašovský potok
- Kykulovský potok
- Kýzový potok
- Lačnovský potok
- Lakšársky potok
- Lamačský potok
- Lazenský potok
- Lázkový potok
- Lehotský potok
- Lednícký potok
- Lehotský potok
- Lesenický potok
- Lesný potok
- Levársky potok
- Lišovský potok
- Lovčický potok
- Lubenský potok
- Luhový potok
- Lutilský potok
- Lysý potok
- Mackov potok
- Mačací potok
- Majerský potok
- Majspiakovský potok
- Malinovský potok
- Malinský potok
- Malokozmálovský potok
- Malý potok
- Manínsky potok
- Marcovský potok
- Marčecký potok
- Mariansky potok
- Maríkovský potok
- Mástsky potok
- Maškov potok
- Medvedí potok
- Medvedinský potok
- Medved`ský potok
- Medzihorský potok
- Miestny potok
- Mikovský potok
- Mlynský potok
- Močiarsky potok
- Modlatinský potok
- Modrovský potok
- Mravcov potok
- Myslavský potok
- Němčákov potok
- Novobanský potok
- Ondriašov potok
- Onžiarsky potok
- Orlový potok
- Osliansky potok
- Osmajovský potok
- Ostrý potok
- Ostružlianský potok
- Pálkovský potok
- Panský potok
- Papajovský potok
- Pápežov potok
- Pásový potok
- Pavelkovský potok
- Pažitský potok
- Pernecký potok
- Pil´anský potok
- Plavecký potok
- Počarovský potok
- Podhájsky potok
- Podhradský potok
- Podkušov potok
- Pokutský potok
- Porubský pšotok
- Potóčik
- Prašivý potok
- Prašnický potok
- Pravotický potok
- Praznovský potok
- Prestavický potok
- Priečny potok
- Prochotský potok
- Pšumovický potok
- Pukanský potok
- Račiansky potok
- Račí potok
- Radošovský potok
- Rajský potok
- Rakovinský potok
- Ráztocký potok
- Ráztočný potok
- Rejkovský potok
- Repkovský potok
- Rohožnický potok
- Rozglabský potok
- Rudinský potok
- Rulcov potok
- Sečianský potok
- Selecký potok
- Selianský potok
- Sidorovský potok
- Skalický potok
- Sklený potok
- Slatinský potok
- Slavkovský potok
- Slovenský potok
- Smolenický potok
- Smolinský potok
- Sobčakov potok
- Sokolí potok
- Sološnický potok
- Spariský potok
- Stankovský potok
- Starohutský potok
- Stoličný potok
- Stráňanský potok
- Stratený potok
- Strednianský potok
- Strieborný potok
- Veľký Studený potok
- Malý Studený potok
- Studienský potok
- Stupavský potok
- Suchý potok
- Sučiansky potok
- Sudomerický potok
- Súdovský potok
- Sul`kov potok
- Sviniarsky potok
- Šalgovský potok
- Šechvalský potok
- Šerkov potok
- Šiancovský potok
- Široký potok
- Štefanovský potok
- Štefultovský potok
- Štiavnický potok
- Švaňov potok
- Tančibocký potok
- Tašánsky potok
- Tekoldiansky potok
- Telinský potok
- Tetrov potok
- Timoradzský potok
- Topolový potok
- Trávnický potok
- Trebušovský potok
- Trsteny potok
- Trstinový potok
- Trubínsky potok
- Tuhársky potok
- Turiansky potok
- Tvarožanský potok
- Udičianský potok
- Uhaľný potok
- Uzovský potok
- Vajspeterský potok
- Valuchnovský potok
- Vamusov potok
- Vápenický potok
- Vápenný potok
- Vadičovský potok
- Velický potok
- Veľký potok
- Veterný potok
- Vicianov potok
- Viničianský potok
- Viničný potok*Vištucký potok
- Vlčovský potok
- Vlkovský potok
- Vontrubový potok
- Vrbinský potok
- Vrbovský potok
- Vŕbový potok
- Vyhniansky potok
- Záhorský potok
- Zajačí potok
- Zákopčiansky potok
- Závadský potok
- Zborovský potok
- Zelenický potok
- Zemanov potok
- Zimný potok
- Žabí potok
- Želobudzský potok
- Žemberovský potok
- Žiarny potok
- Žihlavský potok*Žliabkový potok
- Žliabsky potok
- Župkovský potok